# Tegenaria osellai
Tegenaria osellai är en spindelart som beskrevs av Brignoli 1971. Tegenaria osellai ingår i släktet husspindlar, och familjen trattspindlar.
Artens utbredningsområde är Italien. Inga underarter finns listade i Catalogue of Life.